# Sri Lanka International 2003
Die Sri Lanka International 2003 im Badminton fanden vom 26. Februar bis zum 1. März 2003 in Colombo statt.

## Sieger und Platzierte
| Disziplin    | Gold                                       | Silber                                          | Bronze                                            |
| ------------ | ------------------------------------------ | ----------------------------------------------- | ------------------------------------------------- |
| Herreneinzel | Yousuke Nakanishi                          | Utsav Mishra                                    | Gerald Ho Hee Teck                                |
| Herreneinzel | Yousuke Nakanishi                          | Utsav Mishra                                    | Josemari Fujimoto                                 |
| Dameneinzel  | B. R. Meenakshi                            | Liu Zhen                                        | Renu Chandrika Hettiarachchige                    |
| Dameneinzel  | B. R. Meenakshi                            | Liu Zhen                                        | Fan Jing Jing                                     |
| Herrendoppel | Shuichi Nakao Shuichi Sakamoto             | Duminda Jayakody Chameera Kumarapperuma         | Niluka Karunaratne Thanuja Liyanage               |
| Herrendoppel | Shuichi Nakao Shuichi Sakamoto             | Duminda Jayakody Chameera Kumarapperuma         | Nimish Goyal Utsav Mishra                         |
| Damendoppel  | Fan Jing Jing Liu Zhen                     | B. R. Meenakshi Fathima Nazneen                 | Madusha Dissanayake Rasangi Kalpana Ranatunge     |
| Damendoppel  | Fan Jing Jing Liu Zhen                     | B. R. Meenakshi Fathima Nazneen                 | Renu Chandrika Hettiarachchige Pameesha Dishanthi |
| Mixed        | Thushara Edirisinghe Kaushalya Dissanayake | Duminda Jayakody Renu Chandrika Hettiarachchige | Thanuja Liyanage Rasangi Kalpana Ranatunge        |
| Mixed        | Thushara Edirisinghe Kaushalya Dissanayake | Duminda Jayakody Renu Chandrika Hettiarachchige | Chameera Kumarapperuma Pameesha Dishanthi         |